# 1835 w sztukach plastycznych
Wydarzenia w sztukach plastycznych i wizualnych w 1835 roku.

## Urodzeni
- 16 lutego - Adolf Donndorf (zm. 1916), niemiecki rzeźbiarz
- 31 marca - John La Farge (zm. 1910), amerykański malarz, projektant witraży, dekorator i pisarz
- 4 kwietnia - Izydor Jabłoński (zm. 1905), polski malarz
- 30 kwietnia - Franz von Defregger (zm. 1921), austriacki malarz
- 11 czerwca - William Stanley Haseltine (zm. 1900), amerykański malarz
- 21 lipca - Bernardo Ferrándiz Bádenes (zm. 1885), hiszpański malarz
- 8 sierpnia - Juan de Barroeta (zm. 1906), hiszpański malarz
- 21 sierpnia - Gahō Hashimoto (zm. 1908), japoński malarz
- 26 września - Cyprian Dylczyński (zm. 1913), polski malarz
- 30 października - Cyprian Godebski (zm. 1909), polski rzeźbiarz
- 22 grudnia - Bronisław Abramowicz (zm. 1912), polski malarz
- Stanisław Chlebowski (zm. 1884), polski malarz i podróżnik
- Pere Borrell del Caso (zm. 1910), hiszpański malarz
- Henryk Cieszkowski (zm. 1895), polski malarz

## Zmarli
- 20 marca - Louis Léopold Robert (ur. 1794), szwajcarski malarz i grawer
- 7 kwietnia - Iwan Martos (ur. 1754), szwajcarski rzeźbiarz
- 17 czerwca - Izabela Czartoryska (ur. 1746), polska mecenaska sztuki, kolekcjonerka pamiątek historycznych i pisarka
- 19 czerwca - John-Étienne Chaponnière (ur. 1801), rosyjski rzeźbiarz
- 21 czerwca - Jan Rustem (ur. 1762), polski malarz i rysownik
- 25 czerwca - Antoine-Jean Gros (ur. 1771), francuski malarz
- Pancrace Bessa (ur. 1772), francuski malarz, grafik i rysownik
- Ludwig Bittner (ur. 1796), niemiecki malarz
- Ignacy Chambrez (ur. 1758), rysownik, malarz i architekt
- Chikuden Tanomura (ur. 1777), japoński malarz
- José Ribelles (ur. 1778), hiszpański malarz